# Hemeroplanis scopulepes
Hemeroplanis scopulepes är en fjärilsart som beskrevs av Adrian Hardy Haworth 1809. Hemeroplanis scopulepes ingår i släktet Hemeroplanis och familjen nattflyn. Inga underarter finns listade i Catalogue of Life.